# جورج نيفيل هيل
جورج نيفيل هيل (بالإنجليزية: George Hill)‏ هو منافس ألعاب قوى نيوزيلندي، ولد في 26 فبراير 1891 في كرايستشرش في نيوزيلندا، وتوفي في 29 نوفمبر 1944 في أوكلاند في نيوزيلندا.

## وصلات خارجية
- جورج نيفيل هيل على موقع أوليمبيديا (الإنجليزية)
- جورج نيفيل هيل على موقع اللجنة الأولمبية النيوزيلندية (الإنجليزية)